# 'Til Love Comes Again
 'Til Love Comes Again is een single van de Amerikaanse countryzangeres Reba McEntire. Het nummer dient als de tweede single van het album Sweet Sixteen (1989) en behaalde de vierde positie in de Billboard Hot Country Singles & Tracks.

## Hitlijsten
| Chart (1989)                              | Hoogste positie |
| ----------------------------------------- | --------------- |
| VS Billboard Hot Country Singles & Tracks | 4               |
| Canadese RPM Country Tracks               | 5               |